# Cầu Nguyễn Văn Cừ

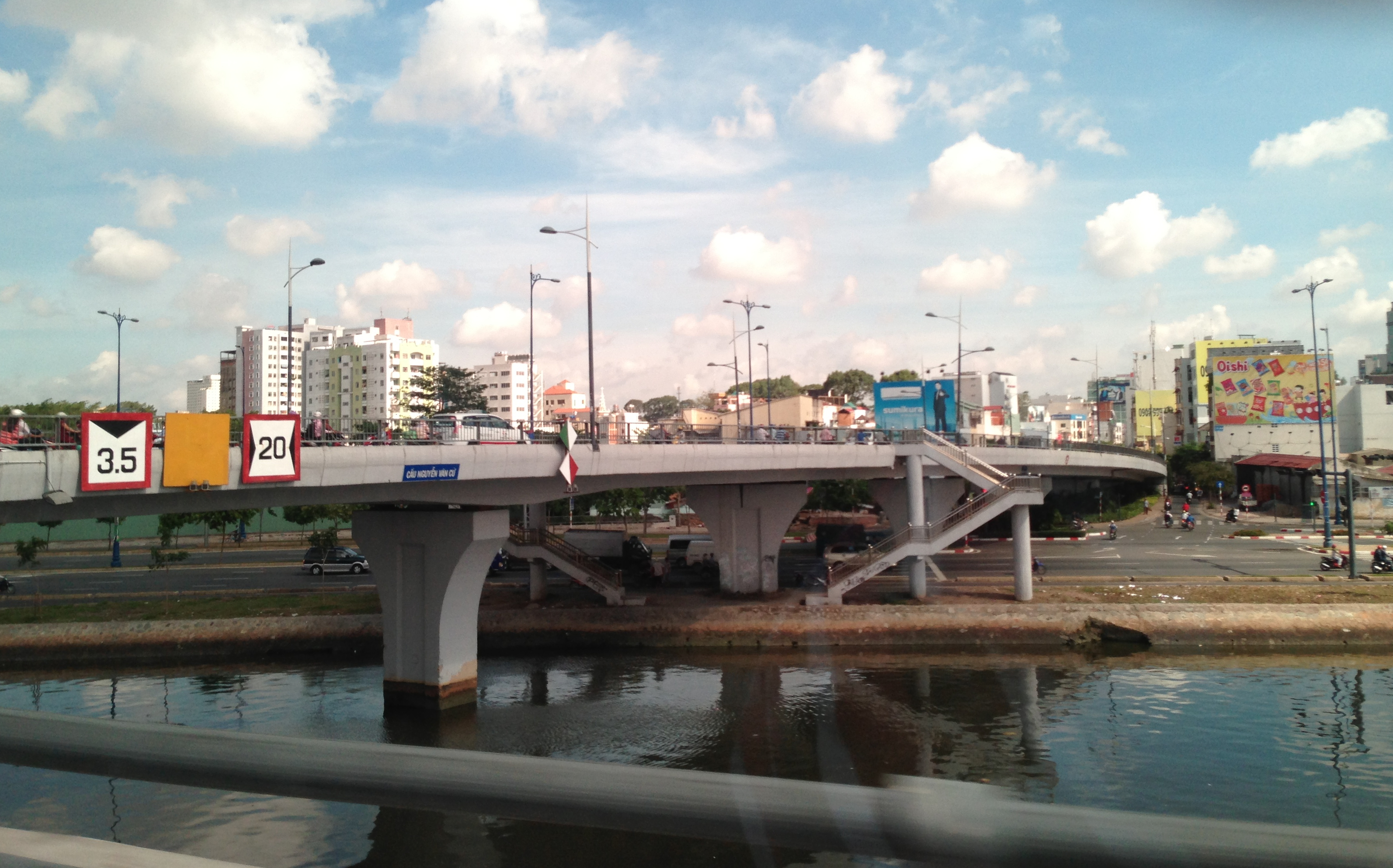
Cầu Nguyễn Văn Cừ nhìn từ phía quận 4

Cầu Nguyễn Văn Cừ bắc qua ngã 3 Kênh Tàu Hủ - Bến Nghé, Kênh Đôi, Kênh Tẻ nối liền quận 5 quận 8 quận 1 quận 4, thuộc địa phận Thành phố Hồ Chí Minh. Nằm trên trục đường Nguyễn Văn Cừ, Dương Bá Trạc, Bến Vân Đồn. Cầu có ba nhánh kết nối quận 4 và một nhánh kết nối với quận 5 và quận 8 và quận 1.
Ngày 24 tháng 11 năm 2016. SGTVT khởi công 2 nhánh cầu kết nối cầu Nguyễn Văn Cừ với đại lộ Võ Văn Kiệt
Ngày 29 tháng 6 năm 2017 thông xe 2 nhánh cầu kết nối cầu Nguyễn Văn Cừ với đại lộ Võ Văn Kiệt